# Napomyza nigricoxa
Napomyza nigricoxa är en tvåvingeart som beskrevs av Zlobin 1993. Napomyza nigricoxa ingår i släktet Napomyza och familjen minerarflugor.
Artens utbredningsområde är Mongoliet. Inga underarter finns listade i Catalogue of Life.